# Pável Smirnov
Pável Aleksándrovich Smirnov (tarnslitera al cirílico ruso Па́вел Алекса́ндрович Смирно́в , 1896-1980) fue un botánico, agrostólogo ruso soviético. Su área de interés fueron las Espermatófitas.
Trabajó extensamente sobre la vegetación de la cuenca del río Oká y de la flora de Rusia. En 1925, a propuesta del Museo de Ciencias naturales de Moscú, y con ayuda de la Asociación de la productividad del trabajo, en Nizhni Nóvgorod bajo la dirección y con la participación de V.V.Aliojin se empezó una expedición geobotánica por 4 años. Como tarea principal de esa expedición fue la investigación de las estepas de la región de Nizhni Nóvgorod. Más tarde las observaciones se extendió a toda la región. En la expedición participaron los botánicos moscovitas (V.V.Aliojin, A.E.Zhadovski, N.Ya.Katz, M.I.Nazárov, P.A.Smirnov, A.A.Uránov) y los geobotánicos de Nizhni Nóvgorod (D.S.Avérkiev, y S.S.Stankov). En los estudios de campo participaron 20 alumnos de la Universidad de Moscú y de Nizhni Nóvgorod. Durante esos 4 años se logró describir la vegetación detallada de la región investigado y se compuso dos mapas a escala 1:500000 para la vegetación y de la que existió antes de cultivar. Así recogió decenas de miles de ejemplares de herbario

## Algunas publicaciones
- Smirnov PA. 1927. Plantae provincii Mosquensis criticae et rariores. Moscow, 10 pp.

## Honores

### Eponimia
- (Asteraceae) Cirsium × smirnovii Gubanov[2]

- (Berberidaceae) Gymnospermium smirnovii (Trautv.) Takht.[3]

- (Cyperaceae) Carex smirnovii V.I.Krecz.[4]

- (Fabaceae) Hedysarum × smirnovii Knjaz.[5]

- (Papaveraceae) Papaver smirnovii Peschkova[6]

- (Poaceae) Stipa smirnovii Martinovský[7]

- (Polygonaceae) Calligonum smirnovii Drobow[8]

- (Ranunculaceae) Aconitum smirnovii Steinb.[9]

- (Ranunculaceae) Ranunculus smirnovii Ovcz.[10]

- (Rosaceae) Alchemilla smirnovii Juz.[11]

- (Typhaceae) Typha × smirnovii Mavrodiev[12]

- La abreviatura «P.A.Smirn.» se emplea para indicar a Pável Smirnov como autoridad en la descripción y clasificación científica de los vegetales.[13]

Antes P.Smirn.